# Vladislav Lavskyj
Vladyslav Fedorovych Lavskyy (in ucraino Владислав Федорович Лавський?; 16 marzo 2000) è un altista ucraino, vicecampione continentale a Roma 2024.

## Biografia
Ha rappresentato l'Ucraina alle Universiadi di Chengdu 2023, dove ha vinto la medaglia d'oro, grazie alla misura di 2,25 m.
Agli europei di Roma 2024 ha ottenuto la medaglia d'argento, concludendo la gara alle spalle dell'italiano Gianmarco Tamberi. Nell'occasione ha eguagliato il proprio primato personale di 2,29 m.

## Palmarès
| Anno | Manifestazione       | Sede    | Evento        | Risultato      | Prestazione | Note                          |
| ---- | -------------------- | ------- | ------------- | -------------- | ----------- | ----------------------------- |
| 2017 | Mondiali U18         | Nairobi | Salto in alto | Bronzo         | 2,11 m      |                               |
| 2018 | Mondiali U20         | Tampere | Salto in alto | Qualificazioni | 2,12 m      |                               |
| 2019 | Europei U20          | Borås   | Salto in alto | 10º            | 2,00 m      |                               |
| 2021 | Europei U23          | Tallinn | Salto in alto | 5º             | 2,14 m      |                               |
| 2023 | Universiadi          | Chengdu | Salto in alto | Oro            | 2,25 m      | =                             |
| 2024 | Campionati balcanici | Smirne  | Salto in alto | Oro            | 2,23 m      | Miglior prestazione personale |
| 2024 | Europei              | Roma    | Salto in alto | Argento        | 2,29 m      | =                             |
| 2024 | Giochi olimpici      | Parigi  | Salto in alto | 25º (q)        | 2,15 m      |                               |